# Eritreer in der Schweiz
Die Eritreer in der Schweiz sind mit 37'339 Personen eritreischer Staatsangehörigkeit die grösste afrikanische Minderheit in der Schweiz (Stand: 31. März 2025). In der Schweiz besteht nach Deutschland und Schweden die drittgrösste eritreische Gemeinde in Europa.

## Geschichte
Während des eritreischen Unabhängigkeitskriegs verliessen zahlreiche Eritreer als Flüchtlinge und Asylsuchende ihr Land auch in Richtung Schweiz. Nach dem Krieg flohen weitere Eritreer vor der Diktatur Isayas Afewerkis in die Schweiz.
Im Jahr 2009 erbaute die eritreische Gemeinde eine Eritreisch-Orthodoxe Tewahedo-Kirche Medhanialem in Wetzikon bei Zürich. Es gibt einige weitere Schweizer Kirchen, die auch Gottesdienste auf Tigrinya anbieten.
Die grössten eritreischen Gemeinden befinden sich in den Schweizer Ballungsräumen. Es leben sowohl im Kanton Bern als auch im Kanton Zürich über 5'000 Menschen mit eritreischer Staatsbürgerschaft. In der Stadt Zürich leben 3'385 Menschen mit eritreischer Staatsbürgerschaft (Stand 2024) und sie ist die Stadt mit der grössten eritreischen Gemeinde in der Schweiz.
Seit den 2020er Jahren entluden sich häufig Konflikte beim Eritrea Fest in der Schweiz, bei denen Befürworter und Gegner des eritreischen Regimes sich gewaltsame Auseinandersetzungen lieferten. Durch die andauernde Konflikte zwischen beiden Ländern über Migration stoppte die Schweiz 2025 erstmals die seit 2016 laufende Entwicklungshilfe für Eritrea.